# クィントゥス・セルトリウス
クィントゥス・セルトリウス（ラテン語: Quintus Sertorius、紀元前122年 - 紀元前73年）は、古代ローマの政務官。セルトリウス戦争の主要人物である。

## 生涯

紀元前100年頃のヒスパニア。緑の部分が既にローマの支配地となっていた。ルシタニアはイベリア半島の西部の一角にある。

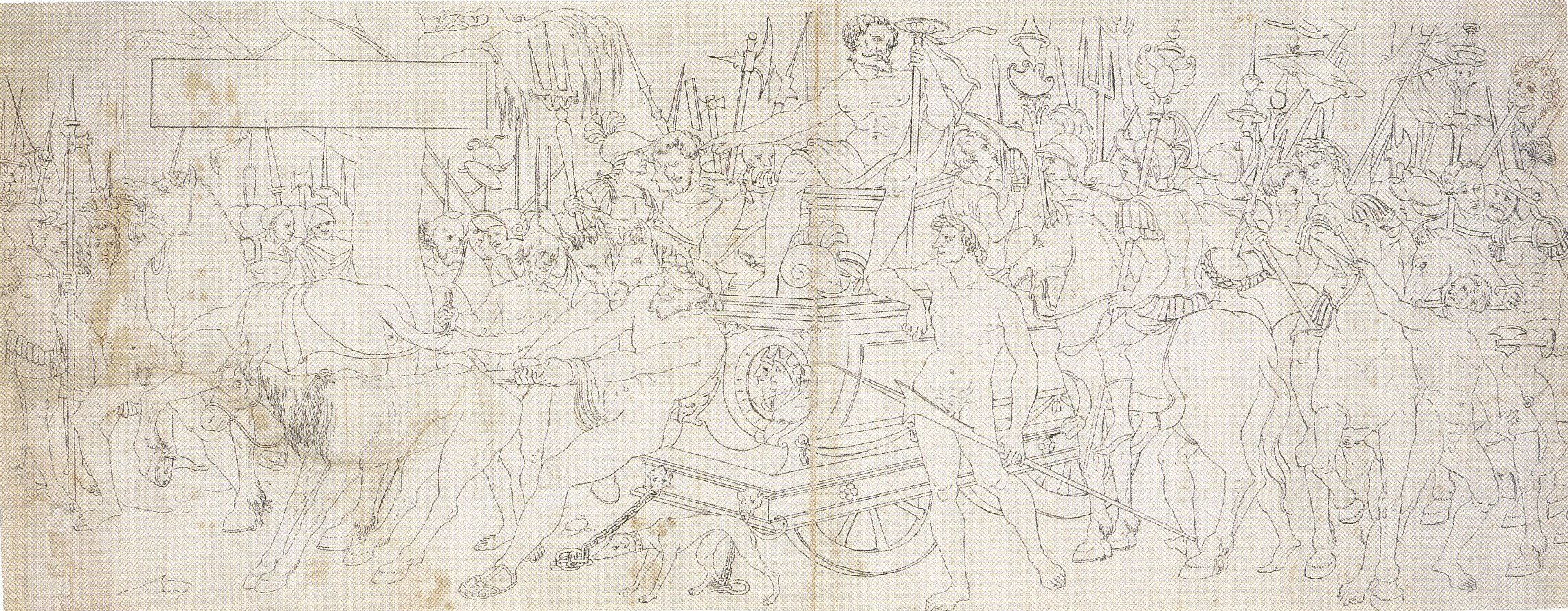
ハンス・ホルバインにより描かれたセルトリウスと馬の絵。

サビニ人の都市ヌルシアで、騎士の家に生まれる。法学、修辞学を学び、紀元前105年のアラウシオの戦いと紀元前102年のアクアエ・セクスティアエの戦いで2度にわたりガリア人と戦う。キンブリ・テウトニ戦争やヒスパニアの討伐において現地通として活躍、軍人としての頭角を現す。
護民官に立候補するが、ルキウス・コルネリウス・スッラの一派から妨害を受け、紀元前90年の同盟市戦争と以後の内乱（内乱の一世紀）ではガイウス・マリウスやルキウス・コルネリウス・キンナらの派閥に所属。ただし紀元前87年のローマ占拠におけるマリウスの恐怖政治やスッラ派粛清には反対している。
紀元前83年に法務官（プラエトル）となるが、スッラ軍がローマへ侵攻したことで、海外拠点を求め属州のヒスパニアへ属州総督として赴任する。ヒスパニアでもスッラ派の討伐軍に追われたため、紀元前81年にアフリカのマウレタニアに逃れる。マウレタニアで王族内紛に関与したことで勢力を得て、翌年ルシタニア人の招きを受けヒスパニアに凱旋。海軍力により勢力を挽回すると、以後はヒスパニア先住民の要求を理解して現地諸部族の支持を得て、一方で学校を築き子弟にローマ風の教育を行うなど、その軍事的・政治的手腕とローマ文化の普及政策によって、紀元前80年から紀元前77年頃にはイベリア半島のほぼ全域を掌握した。この間はキリキアの海賊勢力やマウレタニア、またポントス王のミトリダテス6世とも連携し、ゲリラ戦術を駆使してスッラ派から送り込まれる将軍を次々と破った。さらにスッラの独裁から逃れてくる民衆派のローマ人を受け入れて対抗元老院を作り、ローマの正当な政府を継承していることを主張した。セルトリウスの反乱は共和政ローマそのものに対する反乱ではなく、非合法なスッラ政権に対する蜂起というものであり、これにより反スッラ派、マリウス派の広い支持を受けた。セルトリウスは常に白い小鹿を傍らに置き、ディアーナの加護があることを示して人心を得ていたという。このようにして約10年間、ヒスパニアからローマに対抗し続けた。
しかし紀元前76年、ローマからの増援として、それまでのクィントゥス・カエキリウス・メテッルス・ピウスに加えてグナエウス・ポンペイウスが指揮官として着任すると次第に劣勢となり、紀元前74年に大敗を喫する。連敗を重ねることで求心力を失い、振る舞いに残酷さが増していったという。ついに紀元前73年、配下で重要な支持者であったはずのマルクス・ペルペルナ・ウェントに暗殺された。
セルトリウスの死後、叛乱は急速に瓦解し、ポンペイウスの攻撃により壊滅。翌年にはヒスパニアはローマの支配に戻った。
この一連の戦争をセルトリウス戦争（またはセルトリウスの反乱）と呼ぶ。

## 版図

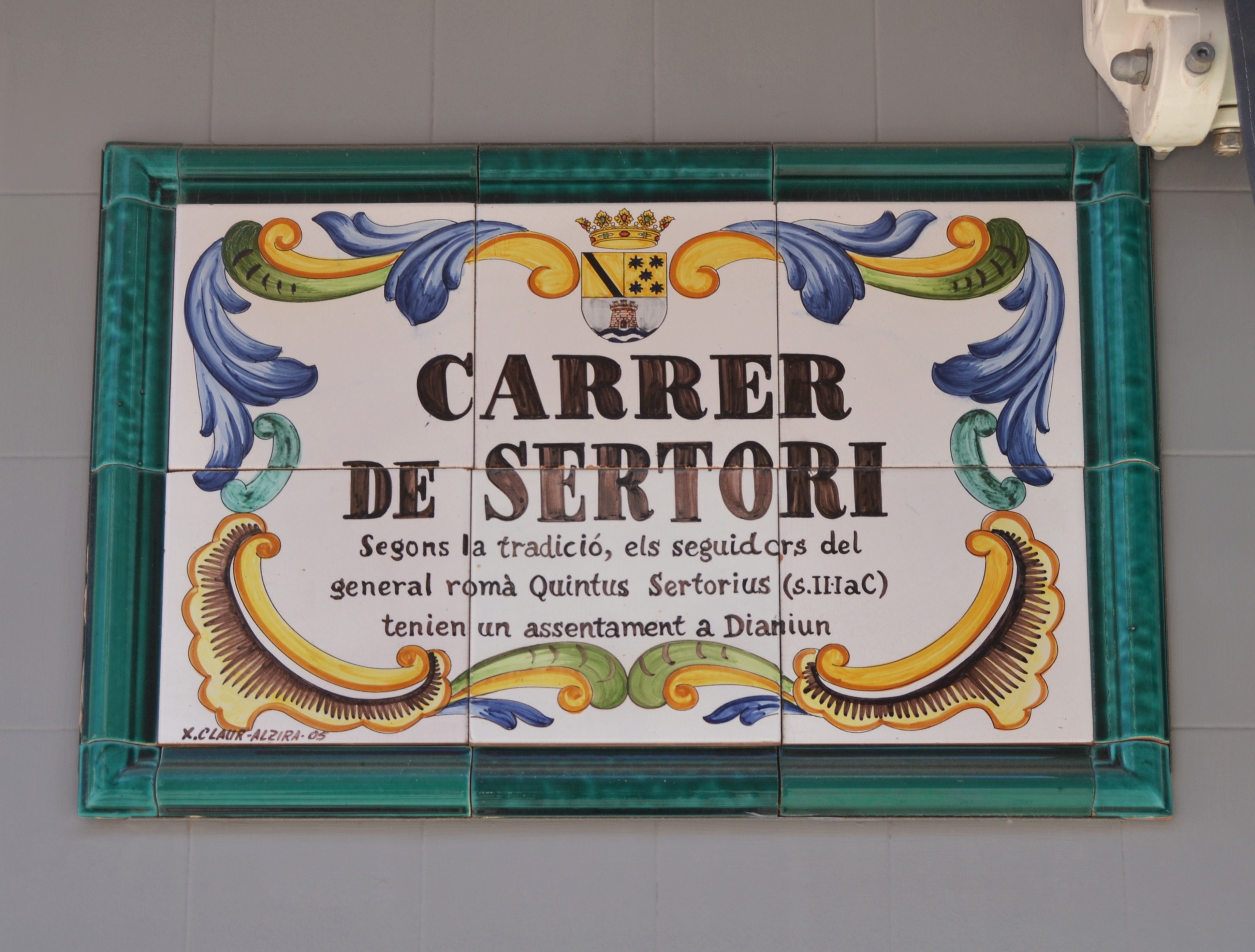
デニアにある、セルトリウスの名を冠した街路。

セルトリウスの名は現在でもスペインの各地に痕跡を残しており、ウエスカ（当時の名称はオスカ）はセルトリウス軍の根拠地として、デニア（当時の名称はディアニウム）はセルトリウス軍の海軍基地だったと知られている。

## セルトリウスを扱った書籍
- 河野与一訳 『プルターク英雄伝 （八）』 岩波書店〈岩波文庫〉、1955年初版、7-39頁「セルトーリウス」。